# Etten
Etten – wieś w Holandii, w prowincji Geldria. Leży ok. 7km na południowy wschód od największej miejscowości w regionie - Doetinchem.